# Sub tuum praesidium

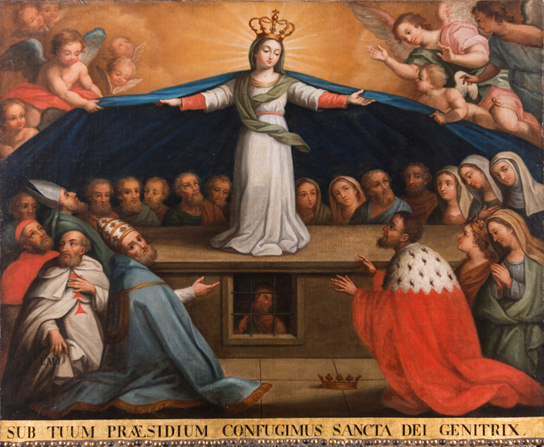
Bandeira processional de 1784 da Santa Casa da Misericórdia de Lisboa, representando a Virgem da Misericórdia protegendo todas as classes sociais; a primeira estrofe do hino é citada abaixo.

" Abaixo de Tua Proteção " (grego: Ὑπὸ τὴν σὴν εὐσπλαγχνίαν; em latim: Sub tuum praesidium) é um hino cristão. É uma das mais antigas orações marianas conhecidas e entre os hinos preservados mais antigos à Santa Virgem Maria como Theotokos que ainda estão em uso. O Papiro 470, contendo uma parte substancial da oração, foi inicialmente datado do século III ou IV; no entanto, estudiosos posteriores propuseram datas muito mais recentes, até mesmo tão longe quanto o século IX. A datação exata do Papiro permanece incerta. O hino é bem conhecido em muitos países católicos romanos e ortodoxos orientais, e costuma ser uma das canções favoritas, usada junto com Salve Regina.

## História

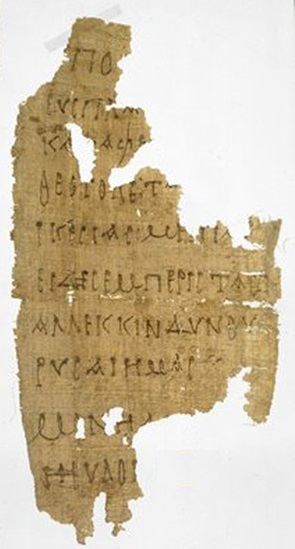
Manuscrito mais antigo conhecido de Sub tuum praesidium em grego, datado entre os séculos III e IX.

O texto mais antigo deste hino foi encontrado numa liturgia de Natal da Igreja Ortodoxa Copta. Papiro Rylands 470 registra o hino em grego, datado do século III pelo papirólogo E. Lobel e pelo acadêmico C.H. Roberts ao século IV. Em contraste, Hans Förster o data no século VIII e afirma que Roberts apenas citou Lobel, e que não há consenso apoiando a data de Lobel. Embora observe que vários estudiosos apoiem Lobel e Roberts, Towarek segue Förster e outros ao concluir que a mais antiga testemunha textual do hino é do século VI/VII e que ele só se tornou prevalente liturgicamente na Idade Média.
Pesquisas recentes identificaram o hino no Iadgari georgiano (livro de canto) de Jerusalém, demonstrando que o Sub Tuum Praesidium estava em uso litúrgico durante o século V.
O Sub Tuum fazia parte do costume da Ordem de Sulpiciano costume que todas as aulas terminassem com uma recitação desta oração.  Além do texto grego, versões antigas podem ser encontradas em Copta, Siríaco, Armênio e Latim.
A antiga prática medieval e pós-medieval em várias dioceses, especialmente na França, era usar o Sub tuum como a antífona final em Completas, em vez do Salve Regina, e no Rito de Braga, onde é cantado no final da Missa.

## Indulgência
O Papa Pio VI, no decreto de 5 de abril de 1786, concedeu a indulgência de cem dias e, aos domingos, de 7 anos e o mesmo número de quarenta anos a qualquer pessoa que, com contrição no coração, recitasse de manhã a antífona Salve Regina e à noite o Sub tuum praesidium.
Esse tipo de indulgência expressa em dias ou anos foi suprimida pela Indulgentiarum Doctrina de 1967.
O Enchiridion Indulgentiarum de 2004 prevê indulgência parcial.

## Uso moderno
No Rito Bizantino usado pelas Igrejas Ortodoxas Orientais e Católicas Orientais, o hino ocorre como o último hino de despedida das Vésperas diárias na Grande Quaresma. Na prática grega, é geralmente cantado no canto neobizantino.
No Rito Armênio, o hino é cantado na véspera da Teofania e também é usado como uma aclamação (մաղթանք) no serviço diário das complines conhecido como Hora de Descanso (Հանգստեան Ժամ). Uma versão ligeiramente diferente do hino é anexada ao Trisagion quando este é cantado nas horas diárias da manhã (Առաւօտեան) e da noite (Երեկոյեան) do ofício diário.
A versão eslava do hino também é freqüentemente usada fora da Grande Quaresma, com a invocação tripla «Пресвѧтаѧ Богородице спаси насъ» ("Santíssimo Theotokos, salva-nos") anexada. Além das configurações de canto tradicionais e modernas, que são as mais comumente usadas, a configuração musical mais conhecida é talvez a de Dmytro Bortniansky.
No rito romano da Igreja Católica, é usado como a antífona para as Nunc Dimittis nas Completas no Pequeno Ofício da Bem-Aventurada Virgem Maria, e na Liturgia das Horas pode ser usado como a antífona Mariana após as Completas fora da Maré Pascal.
A versão latina também foi musicada no Ocidente muitas vezes, notadamente por Marc-Antoine Charpentier, H 20, H 28, H 352, Antionio Salieri, Ludwig van Beethoven e Wolfgang Amadeus Mozart.
A oração tem um significado especial para os maristas  e é freqüentemente ouvida nas escolas e grupos maristas em todo o mundo. Também é comumente usado pelos Salesianos em homenagem a Maria Auxiliadora.
O Papa Francisco pediu para rezar este Hino junto com o Rosário e a Oração a São Miguel pedindo a unidade da Igreja durante o mês de outubro (2018) em face de diversos escândalos e acusações. No comunicado oficial ele acrescentou que “os místicos russos e os grandes santos de todas as tradições aconselharam, em momentos de turbulência espiritual, a se abrigar sob o manto da Santa Mãe de Deus pronunciando a invocação 'Sub Tuum Praesidium'”.

## Recensões

### Grego
| Texto grego | Tradução do inglês |
| --- | --- |
| Ὑπὸ τὴν σὴν εὐσπλαγχνίαν, καταφεύγομεν, Θεοτόκε. Τὰς ἡμῶν ἱκεσίας, μὴ παρίδῃς ἐν περιστάσει, ἀλλ᾽ ἐκ κινδύνων λύτρωσαι ἡμᾶς, μόνη Ἁγνή, μόνη εὐλογημένη. | Abaixo de sua compaixão, Nós nos refugiamos, O Theotokos [Mãe de Deus]: não despreze nossas petições em tempos de angústia: mas resgata-nos dos perigos, única pura, única abençoada. |

### Igreja Eslava
Os primeiros manuscritos eslavos da igreja têm a oração na seguinte forma: 
| Igreja Eslava | Tradução do inglês |
| --- | --- |
| Подъ твою милость, прибѣгаемъ богородице дѣво, молитвъ нашихъ не презри в скорбѣхъ. но ѿ бѣдъ избави насъ, едина чистаѧ и благословеннаѧ. | Sob a tua misericórdia, nós nos refugiamos, ó Virgem Theotokos: não desdenhe nossas súplicas em nossa angústia, mas livra-nos dos perigos, Ó única pura e abençoada. |

Esta versão continua a ser usada pelos Velhos Crentes hoje. No século XVII, sob as reformas litúrgicas do Patriarca Nikon de Moscou, a Igreja Ortodoxa Russa adotou uma nova tradução (mas as paróquias continuam a usar a forma dada acima):
| Igreja Eslava | Tradução do inglês |
| --- | --- |
| Подъ твое благоѹтробїе прибѣгаемъ Богородице, моленїѧ наша не презри во ωбстоѧнїй, но ѿ бѣдъ исбави ны, едина Чистаѧ, и Благословеннаѧ | Sob a tua ternura de coração tomamos refúgio, O Theotokos, não desprezes nossas súplicas em nossa necessidade, mas livra-nos dos perigos, Ó única pura e abençoada. |

Esta segunda versão continua em uso hoje.

### Latim
A tradução latina, provavelmente derivada do grego, data do século XI:
| Texto latino | Tradução do inglês |
| --- | --- |
| Sub tuum praesidium confugimus, Sancta Dei Genetrix. Nostras deprecationes ne despicias in necessitatibus nostris, sed a periculis cunctis libera nos semper, Virgo gloriosa et benedicta | Voamos para Tua proteção, Ó Santa Mãe de Deus; Não despreze nossas petições em nossas necessidades, mas livra-nos sempre de todos os perigos, Ó Gloriosa e Santíssima Virgem. |

Algumas das versões em latim também incorporaram os seguintes versos frequentemente atribuídos a São Bernardo de Claraval  à tradução acima:
Domina nostra, Mediatrix nostra, Advocata nostra (Nossa Senhora, nossa Medianeira, Nossa Advogada)
tuo Filio nos reconcilia (Reconcilie-nos com o seu filho)
tuo Filio nos recommendenda (Recomende-nos ao seu filho) 